# Action (finance)
Pour les articles homonymes, voir Action.

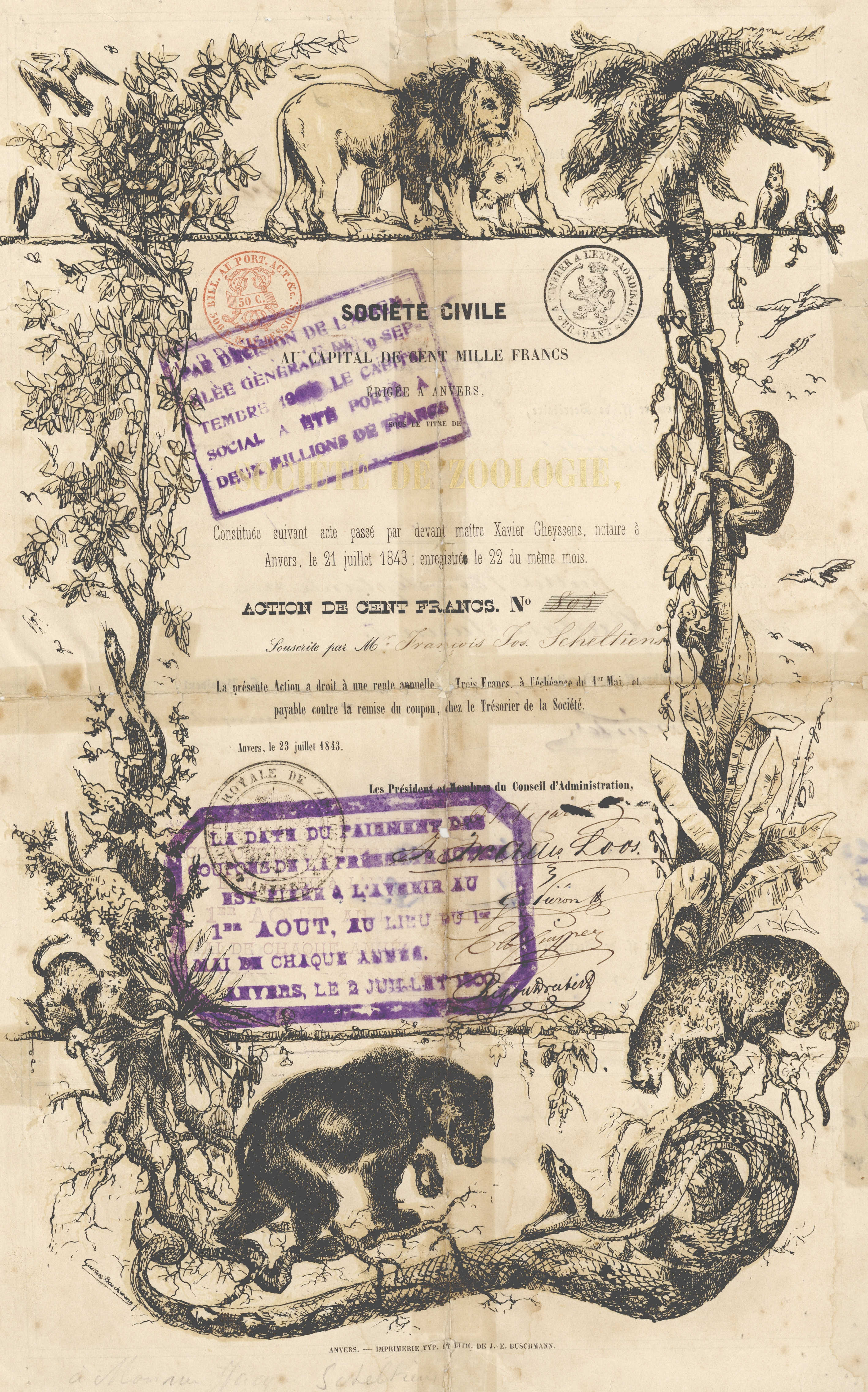
Action du Zoo d'Anvers, Belgique,
23 juillet 1843.

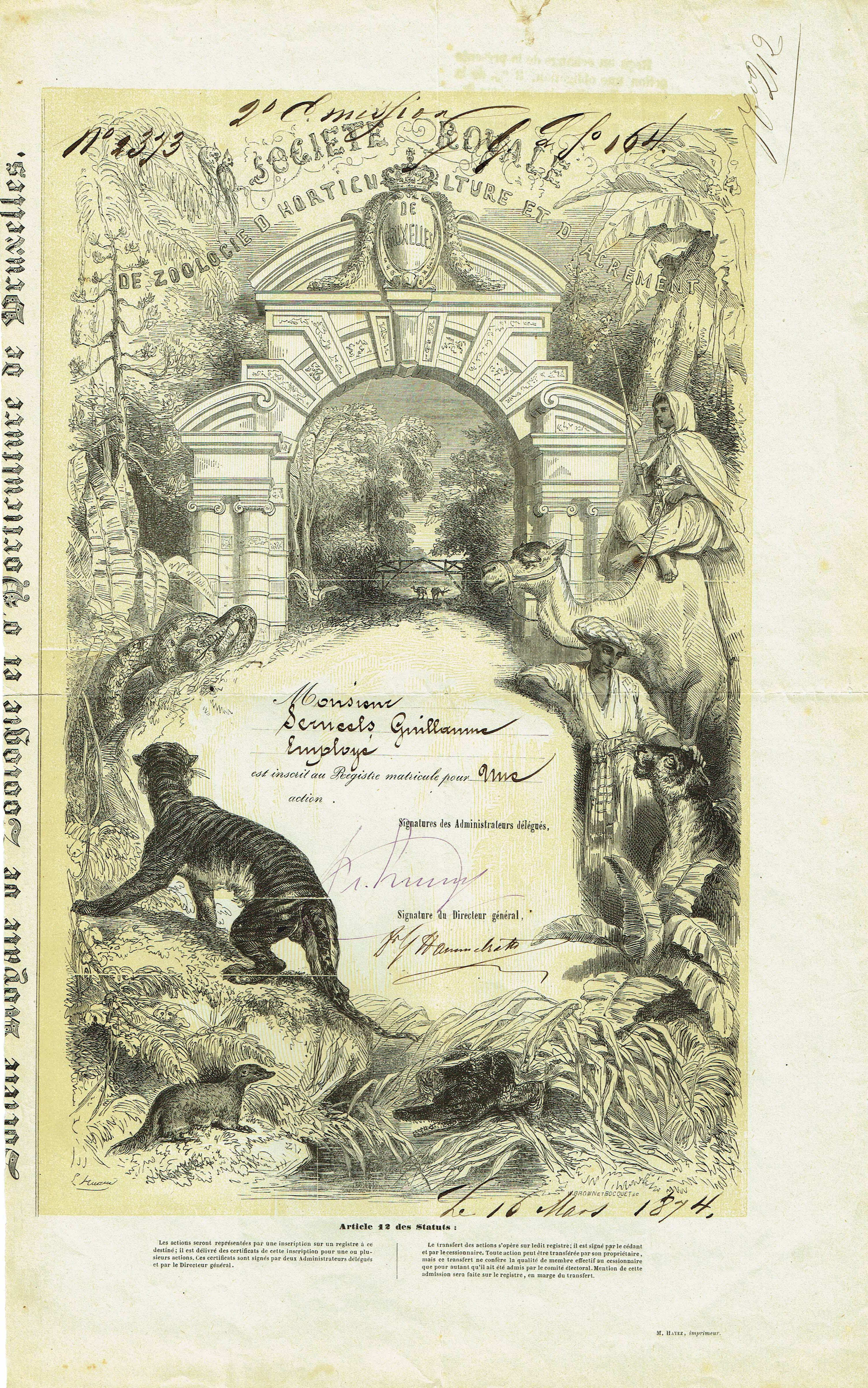
Action de la Société royale de Zoologie, d’Horticulture et d’Agrément (Zoo de Bruxelles à l'époque), 1874.

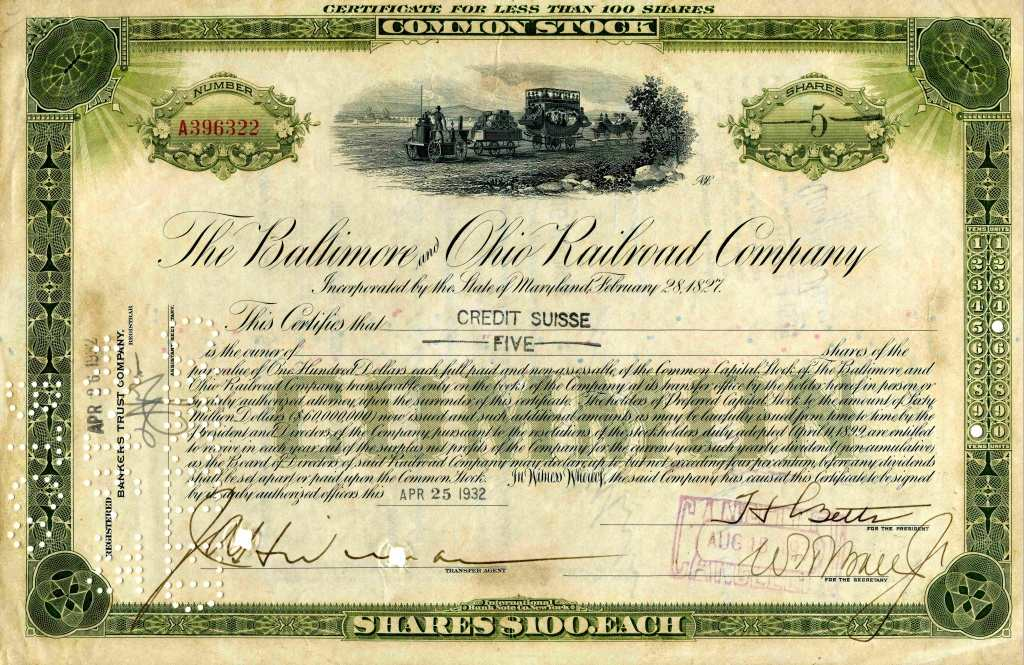
Action de la Baltimore and Ohio Railroad Company (1827)

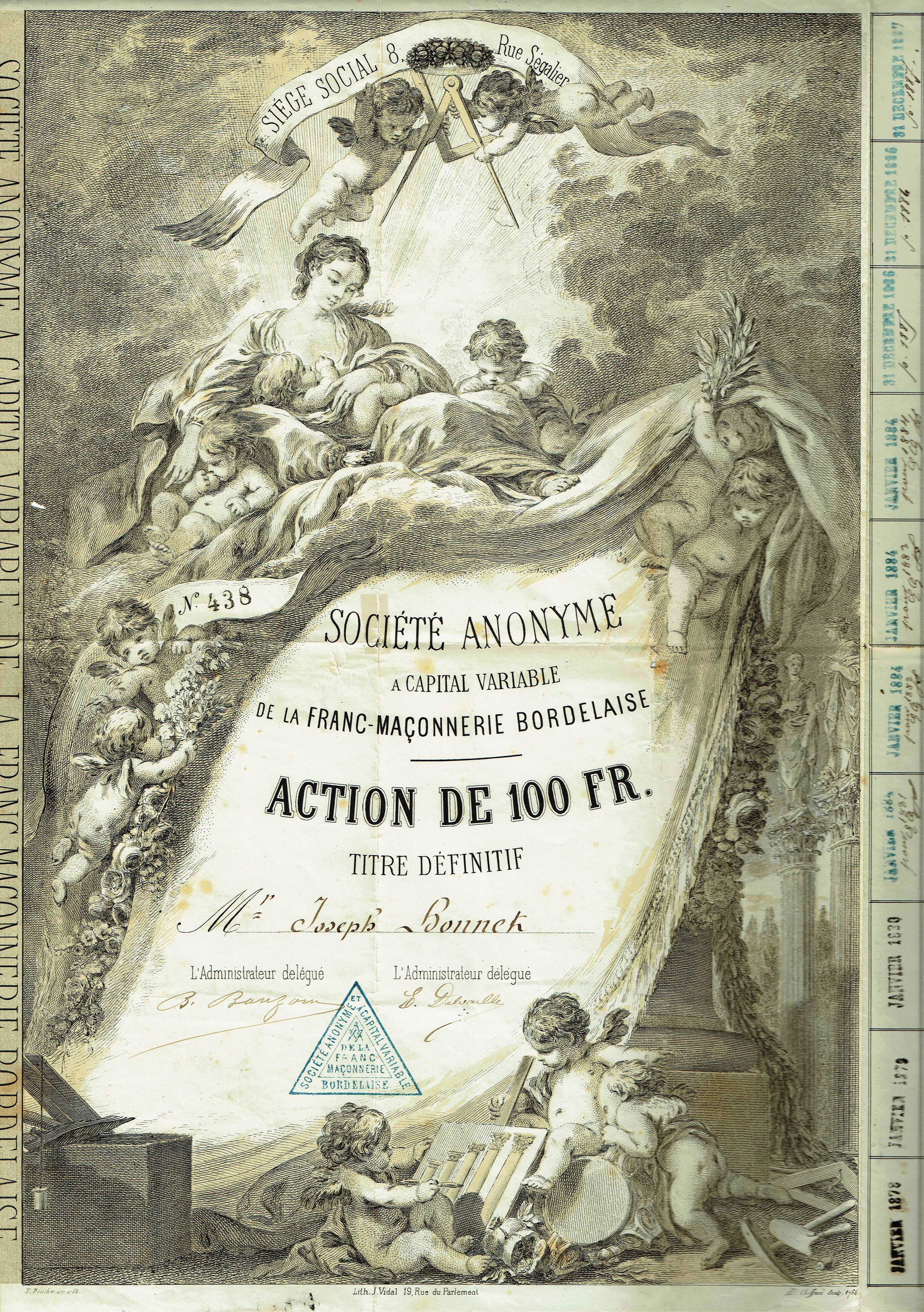
Action de la S. A. de la Franc-maçonnerie bordelaise, 1878.

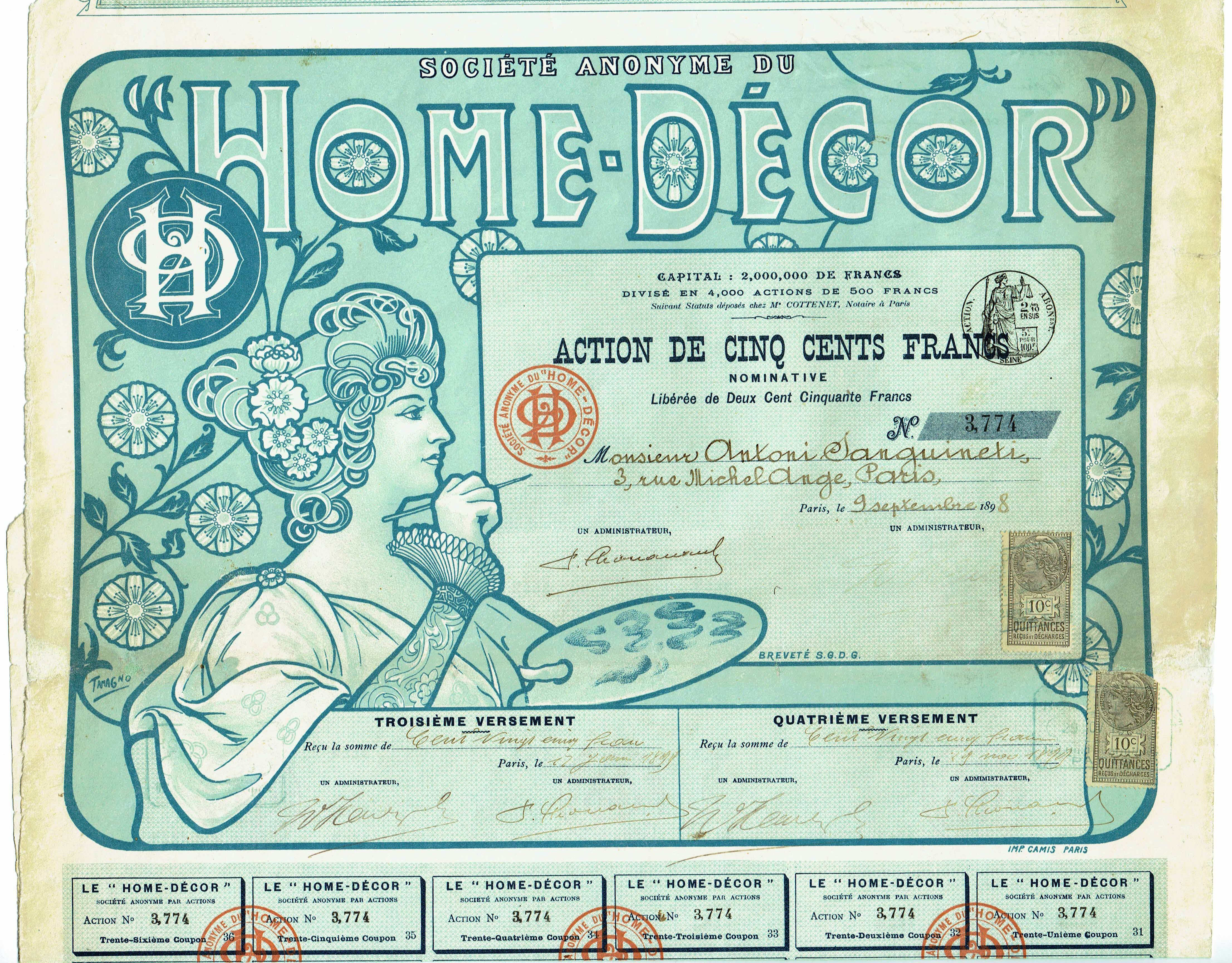
Action de la Société Anonyme du Home-Décor, 1898.

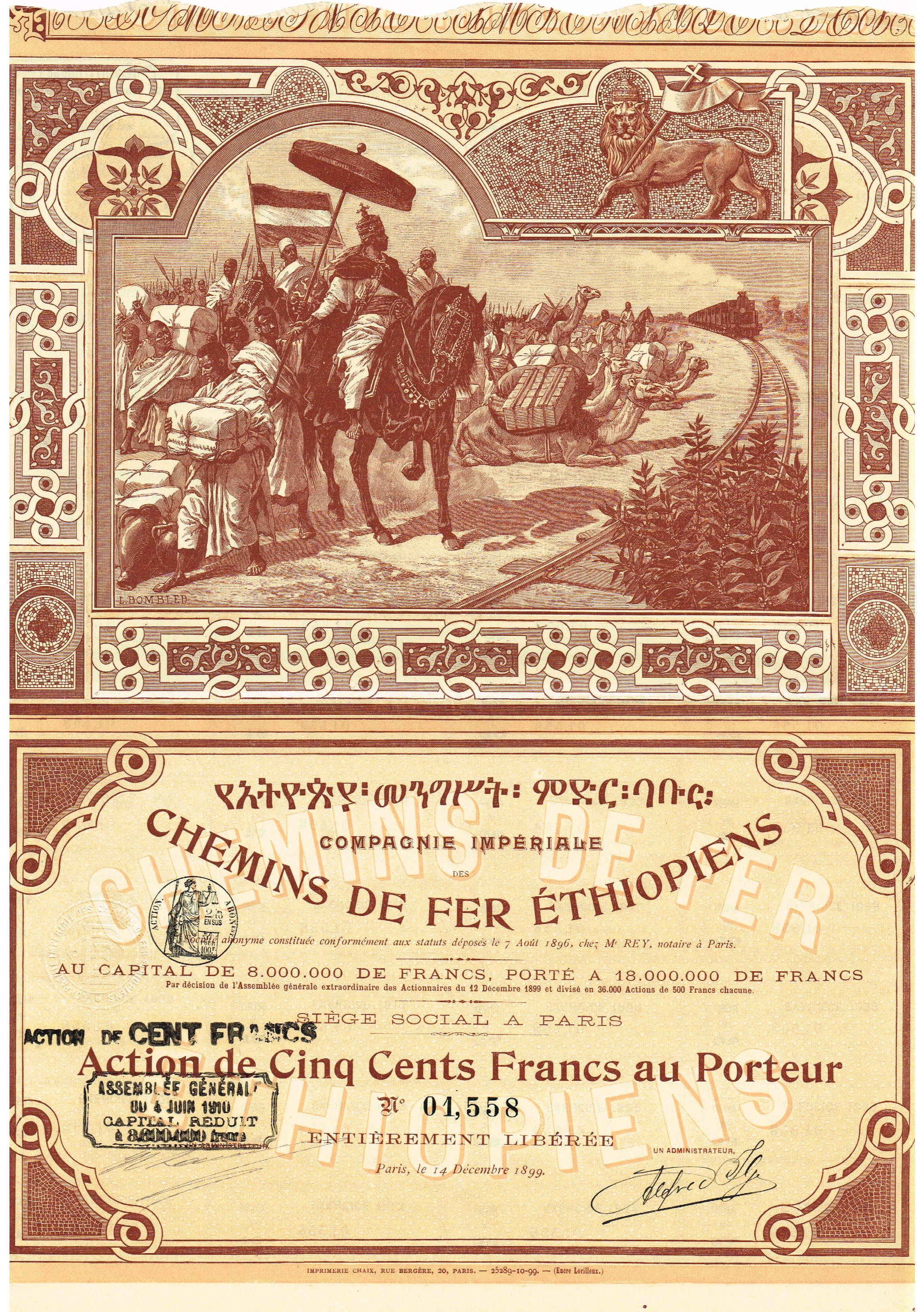
Action de la Compagnie Impériale des Chemins de Fer Éthiopiens, 1899.

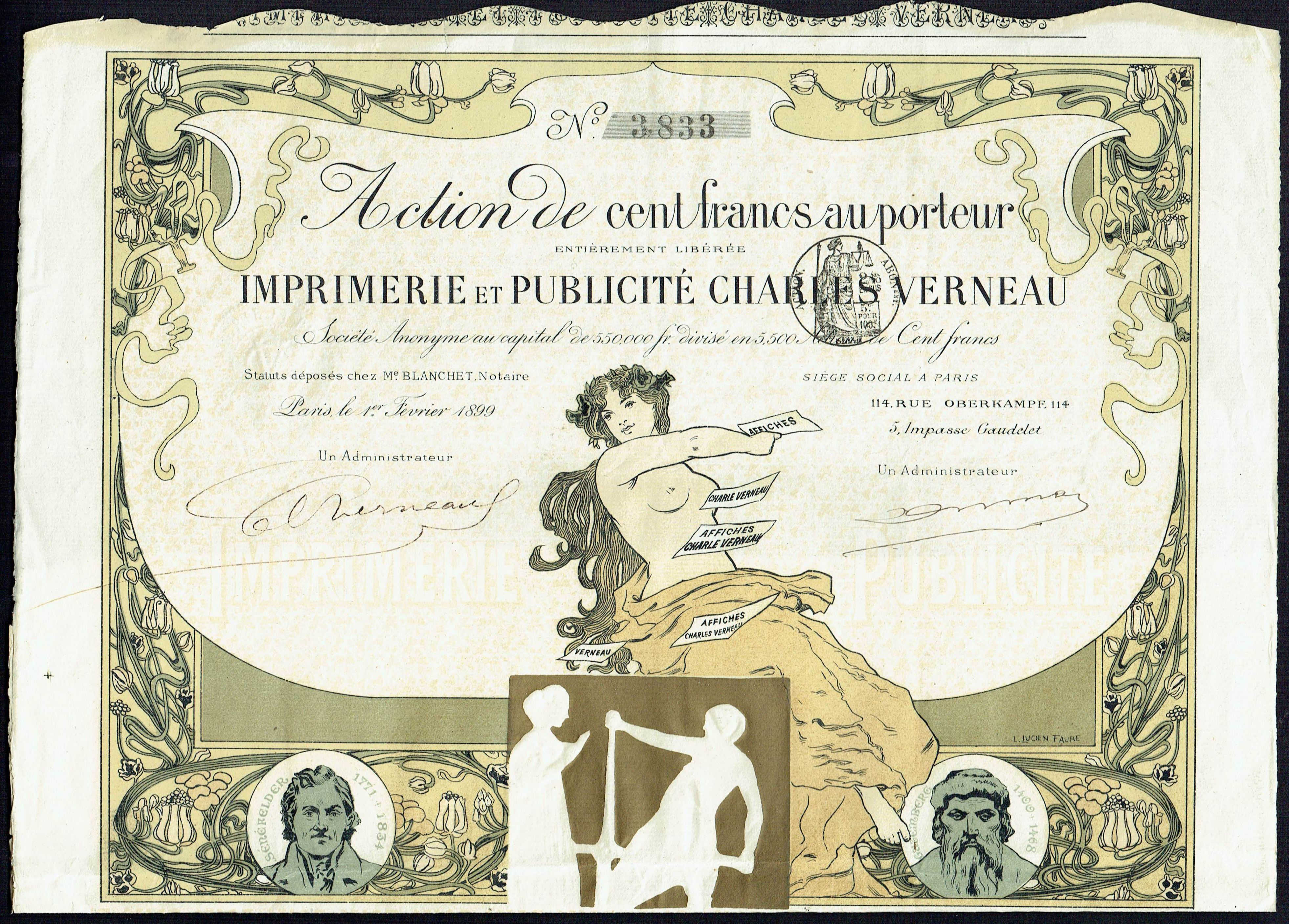
Action de Imprimerie et Publicité Charles Verneau, 1899.

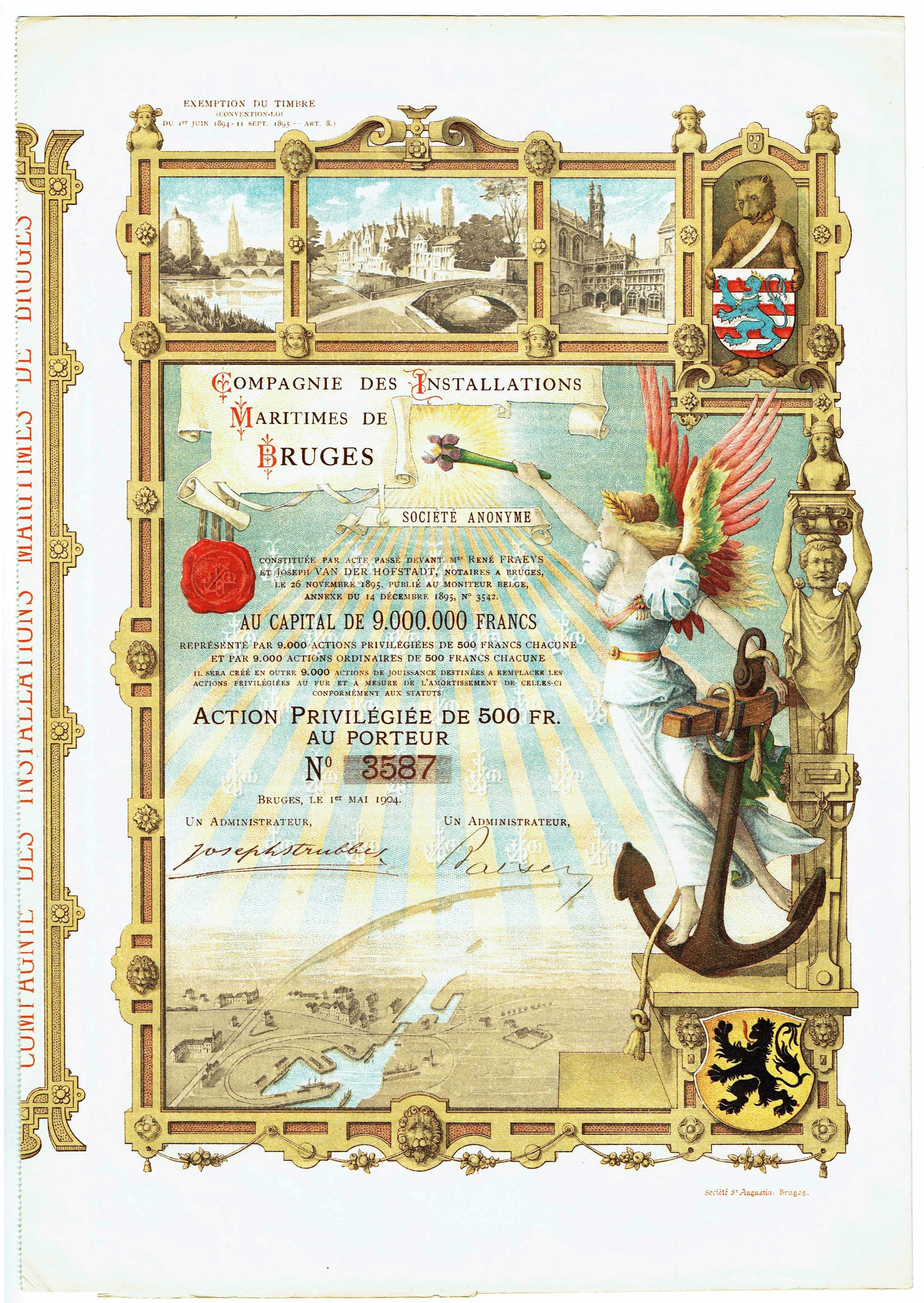
Action de la Compagnie des Installations Maritimes de Bruges (Belgique), 1904.

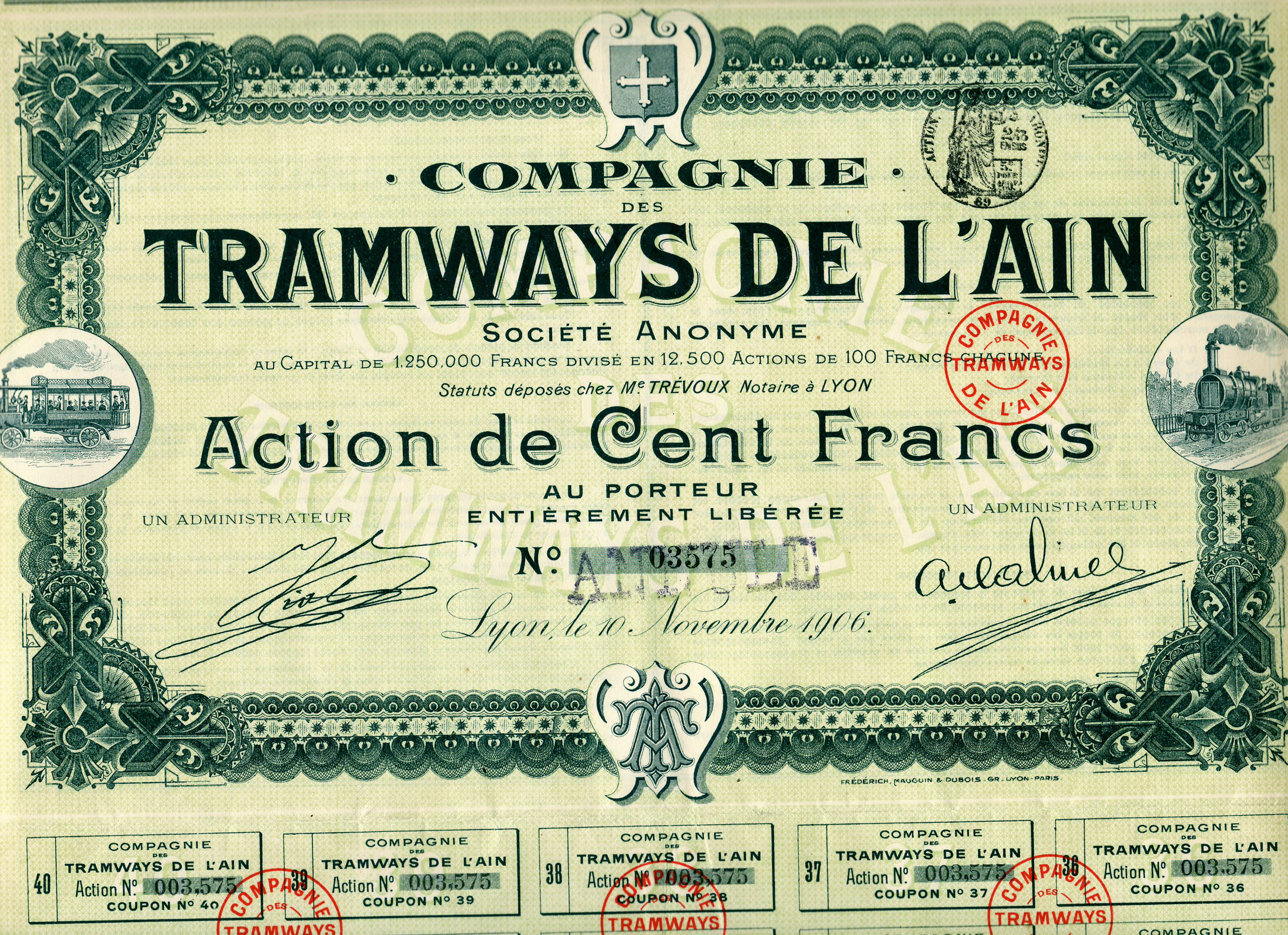
Action française de la Compagnie des Tramways de l'Ain, de 1909, avec quelques coupons

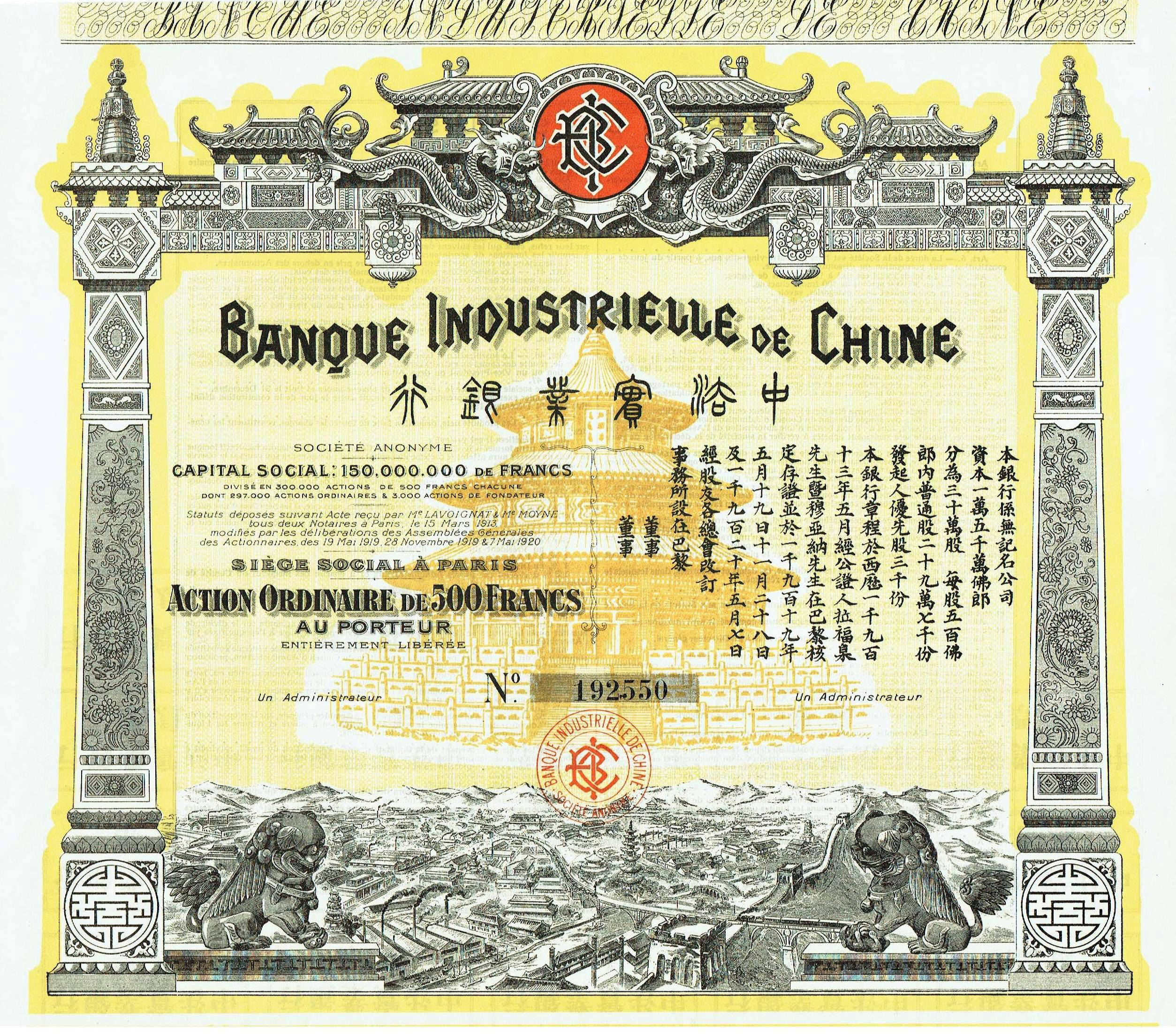
Action de la Banque industrielle de Chine, 1920.

Une action est un titre mobilier délivré par une société de capitaux (par exemple une société anonyme ou une société en commandite par actions) en échange d'un apport en numéraire ou en nature auprès de ladite société au moment de sa constitution ou lors des augmentations de capital. L'action ne constitue en aucun cas un titre de propriété mais représente un ensemble de droits qui sont principalement : le droit de négociation de l'action (achat-vente), le droit de percevoir des dividendes, le droit de voter en assemblée générale (constitution, dissolution, élection des mandataires sociaux, augmentation et diminution du capital social, fixation du dividende, fixation des buts sociaux, des statuts, du siège, etc.),,. En cas de dissolution, l'actionnaire peut-être remboursé des actifs restants à proportion de son apport. Il ne peut être tenu pour responsable des pertes de l'entreprise.
Le détenteur d'actions est qualifié d'actionnaire et l'ensemble des actionnaires constitue l'actionnariat.

## Étymologie
Le mot action provient du latin actio qui signifie faire valoir ses droits en justice.
Il donne en néerlandais le mot Aktie qui est utilisé dès 1603 pour désigner les parts de la Compagnie néerlandaises des Indes orientales première société par actions au sens moderne du terme.

## Histoire
Les premières formes d'actionnariat sont identifiées vers 1250 en France à Toulouse. La Société des moulins de Bazacle, première société par actions, permettait à ses actionnaires d'échanger des actions à une valeur qui dépendait de la rentabilité des moulins que la société possédait. Dès 1288, la société suédoise de produits miniers et forestiers Stora a documenté un transfert d'action, dans lequel l'évêque de Västerås a acquis une participation de 12,5 % dans la mine (ou plus précisément, la montagne dans laquelle la ressource de cuivre était disponible, la Grande montagne de cuivre de Falun) en échange d'un domaine.
C'est au XVIIe siècle qu'apparaissent en Hollande les premières grandes sociétés cotées en bourse, suivies deux siècles plus tard par les premières banques anglaises par action puis par la « railway mania », qui voit un public plus large saisi par l'engouement pour les actions. Dès 1856 un droit spécifique se met en place, pour réglementer l'autocontrôle boursier.
Aux États-Unis, le placement financier et la retraite par capitalisation compensent souvent le manque d'outils de sécurité sociale, de retraite et d'assurance maladie. Selon la SEC, en 2021, l'ensemble constitué des ménages américains est devenu le premier détenteur d'actions : 38 000 milliards de dollars en actions, soit plus de 59 % du marché boursier américain. Ces actions sont directement ou indirectement détenues via des fonds communs de placement, Compte individuel d'épargne retraite et d'autres types investissements.

## Émission, annulation et autres événements

### Émission et annulation
Les actions sont émises en contrepartie des apports lors de la fondation de la société, ce qui permet de créer son capital social.
Pendant son existence, la société peut émettre de nouvelles actions lors d'une augmentation de capital qui sera souscrite soit par les actionnaires existants soit par des tiers actionnaires.
La décision d'émettre de nouvelles actions, à qui elles sont offertes en souscription et à quel prix sont des éléments sensibles dans le courant de la vie d'une société : des actions nouvelles acquises par des tiers diminuent relativement le contrôle des actionnaires initiaux, et le prix auquel les actions sont proposées à des tiers doit incorporer la valeur créée par la société avant l'augmentation de capital. C'est la raison pour laquelle l'augmentation de capital est typiquement de la compétence de l'assemblée générale des actionnaires, qui peut toutefois déléguer ses pouvoirs, au moins temporairement, au comité de direction.
Inversement, mais plus rarement, une société peut racheter ses actions pour en soutenir le cours, en procédant à une offre publique de rachat d'actions. Il ne faut pas le confondre avec le rachat opéré pour fluidifier le cours de l'action via un contrat de liquidité, puisque dans ce dernier cas les actions seront revendues le plus rapidement possible. 
De même que l'émission d'actions nouvelles, le rachat suivi d'annulation a des effets sociaux (par le changement dans le contrôle) et pécuniaires (en augmentant la part relative que chaque action représente dans le capital social et le droit au dividende), ce qui justifie que le rachat d'action soit également une décision de la compétence de l'assemblée générale.
L'émission d'action est donc souvent synonyme d'augmentation de capital, tandis que le rachat suivi d'annulation correspond généralement à une réduction de capital. La société procédant à ces opérations lance de ce fait un message soit de croissance, soit de décroissance.
La pratique des rachats d'action est particulièrement répandue aux États-Unis, où ils ont contribué pour environ un tiers à la croissance des bénéfices par action en 2013-2014 et pourraient atteindre 1 000 milliards de dollars en 2015, ce qui signale un manque de projets d'investissements, donc un essoufflement de la croissance. Elle prend aussi de l'importance en France : 11,4 milliards d'euros en 2014, et Airbus annonce un programme de rachat de 10 % de ses actions, soit 5 milliards d'euros.
Les rachats d'actions par les grandes multinationales matures manquant d'opportunités d'investissement permettent de faire circuler ce capital inutilisé vers des sociétés plus innovantes en manque de capitaux telles que les start-ups. En France, les pics de rachats d'actions ont correspondu à des opérations de cessions de parts de grande ampleur : en 2006-2007, Airbus a vendu sa participation dans Dassault Aviation, récupérant une somme dont le groupe n’avait pas besoin et a donc décidé un rachat d’actions jusqu’à 10 % de son capital, ce qui représenterait environ 5 milliards d’euros ; en 2014, L’Oréal a racheté 6 % de son capital détenu par Nestlé, afin d'écarter tout risque de passer sous contrôle de Nestlé ; cette opération de 5 milliards d’euros a contribué pour près de moitié au montant annuel des rachats d'actions en France. Aux États-Unis, les rachats d'actions se sont développés pour des raisons fiscales, depuis qu'en 1995 l'imposition des dividendes est devenue plus lourde que celle des plus-values ; par ailleurs, la volatilité des cours des actions des sociétés de haute technologie telles qu'Apple, Facebook, Google ou Twitter leur rend difficile le maintien pérenne d'une politique de distribution de dividendes régulière et stable, ce qui les pousse à préférer les rachats d'actions.

### Transmission
De manière générale, la cession d'actions est libre et les détenteurs d'actions peuvent décider à tout moment d'en céder une partie à d'autres investisseurs. Il existe cependant des méthodes pour limiter la libre cession des actions, au moins de manière temporaire, dans le but généralement d'assurer une stabilité dans la direction de l'entreprise : un pacte d'actionnaires peut par exemple imposer à un actionnaire souhaitant vendre des titres de les proposer d'abord aux autres membres du pacte d'actionnaires qui ont ainsi un droit de préemption.
Les actions sont négociables, soit en bourse lorsque la société est cotée sur un marché organisé, soit de gré à gré notamment lorsque les actions sont nominatives.
La loi no 2014-856 du 31 juillet 2014 relative à l’économie sociale et solidaire a instauré un droit d'information préalable au profit des salariés qui, dans certaines hypothèses, s'impose à peine de nullité de la cession d'actions[réf. nécessaire].

### Splitet regroupement
Une société peut décider de scinder ses actions ou de les regrouper.
Une scission d'action revient à remplacer les actions existantes par de nouvelles actions plus nombreuses : 2 nouvelles pour une ancienne, 3 nouvelles pour 2 anciennes, n'importe quel rapport est possible.
Le regroupement d'action est l'opération inverse.
Ce type d'opération peut être lié à une réorganisation de l'actionnariat, à une opération d'acquisition (pour permettre un rapport d'échange aisé lors du remplacement des actions de la société absorbée) ou, plus souvent, dans le cas des sociétés cotées, en raison des répercussions que la valeur entraine sur le comportement du titre en bourse : un cours trop élevé signifie que la liquidité du titre diminue pour les petits actionnaires et justifie un split des actions. Inversement, un cours descendu trop bas (sous l'unité monétaire par exemple, c'est-à-dire à moins d'un euro) est généralement synonyme de désaffection par les investisseurs. Un regroupement d'action permet alors de corriger cet effet.

## Droits liés aux actions
Les actions ordinaires confèrent à leur propriétaire divers types de droits :
- Des droits d'ordre politique (tous les droits extra patrimoniaux) : droit à l’information et droit de vote.
- Des droits financiers : droit aux dividendes, droit aux réserves, droit au boni de liquidation.
- Des droits patrimoniaux : les actions sont des biens meubles corporels, elles constituent un bien dans le patrimoine de l’actionnaire. Par suite, le droit de gage général des créanciers leur permet de les saisir ; l’actionnaire peut aussi les céder ou encore obtenir un crédit en les nantissant ; elles peuvent aussi faire l'objet d'un prêt (s'agissant de biens fongibles, le transfert de jouissance entraîne la dépossession du bien).

Lorsque l'opération est admise, le démembrement des droits attachés à l’action en deux titres différents peut arriver : un certificat d’investissement qui incorporera les droits financiers de l’action et un certificat de droit de vote incorporera les droits de vote attachés à l'action démembrée. Les certificats sont négociables et leur réunion entraîne la reconstitution de l’action.
Les actions ordinaires constituent la règle, mais la législation peut permettre l'existence d'actions ayant des droits différents.
Ces droits différents, qu'il s'agisse de droits sociaux ou patrimoniaux, pouvaient être liés par exemple à la qualité de fondateur.
Les actions de préférence (ou privilégiées) peuvent avoir un ou plusieurs droits de vote, d'autres un dividende plus ou moins prioritaire, voire des titres alternatifs. Les actions de priorité peuvent donner droit à un avantage financier (dividende préférentiel ou dividende supplémentaire, voire dividende cumulatif) ou extra financier comme un droit d’information supplémentaire ou droit de consultation préalable avec la direction avant une assemblée générale. Il existe aussi des actions à dividende prioritaire sans droit de vote, où, en contrepartie d’un dividende minimum, le propriétaire du titre est dépourvu de droit de vote (mais peut le récupérer en cas de non-paiement du dividende prioritaire).
En France, avant l’ordonnance no 2004-604 du 24 juin 2004, il était possible aux sociétés par actions d’instaurer des actions privilégiées. L’objectif de l’ordonnance de 2004 était de supprimer toutes les différentes actions instaurant des privilèges et de n'en créer qu'une seule catégorie : les actions de préférence. Mais l’ordonnance n’est pas rétroactive, donc les actions de privilège subsistent, mais sont qualifiées d’actions par l’article L. 228-28-8 du code de commerce comme titres en voie d’extinction qui vont être maintenues jusqu’à leur conversion en actions de préférence ou ordinaires ou par leur disparition due à celle de la société émettrice.

## Forme des actions
Les actions sont des valeurs mobilières. Elles peuvent exister sous deux formes plus ou moins répandues selon les systèmes juridiques : nominative ou au porteur.
Les actions nominatives sont enregistrées dans le registre ou le livre des actionnaires de la société ayant émis les titres. L’inscription indique le nom de l'actionnaire, le nombre de titres dont il est propriétaire, ainsi que d'autres informations (par exemple que les actions sont détenues à titre de nu-propriétaire, ou qu'elles sont gagées au bénéfice d'un créancier de l'actionnaire). Les actions nominatives sont en tout cas de rigueur tant que le capital n'a pas été intégralement libéré par le souscripteur. Elles offrent l'avantage, pour la société, d'une grande transparence dans l'actionnariat (qui est connu de la société) et pour les actionnaires, de la gratuité de l'administration. Le transfert de titres nominatifs s'opère par une inscription du transfert dans le registre, procédure assez lourde qui fait que l'on considère souvent qu'elles ont vocation à être acquises dans la durée, mais il existe des méthodes qui permettent d'assurer la transmission aisée de titres nominatifs, telle que, en France, la pratique du nominatif administré. Les titres sont alors inscrits dans le registre des titres nominatifs de l’émetteur, mais ils sont gérés par l’intermédiaire financier de l’actionnaire.
Les actions au porteur sont incorporées dans un document en principe librement négociable. La propriété de l'action dérive alors de la détention du titre et le transfert de l'action s'opère normalement par la simple transmission du document incorporant le titre. Les actions au porteur existent dans beaucoup de systèmes juridiques, mais ont souvent été remplacées par des inscriptions en compte-titres. Dans ce cas, il est parfois question de titres dématérialisés.
Lorsque les deux formes de titres peuvent coexister dans une même société, une action existant dans une forme peut généralement être convertie en une action d'une autre forme.

## Valeur des actions
On pourrait dire que la valeur d'une action correspond au prix qu'un investisseur est prêt à payer pour l’acquérir (son cours de bourse, si elle est cotée). Il est alors le résultat de la confrontation de l'offre et de la demande de titres et des informations dont disposent le vendeur et l'acheteur.
Il existe cependant plusieurs méthodes d'évaluation qui permettent d'évaluer la valeur d'un titre.
Valeur de bilan (patrimoniale)
sur base des comptes annuels de la société, on prend les fonds propres de la société (principalement le capital, la prime d’émission, les plus-values de réévaluation et les réserves) que l’on divise par le nombre d’actions. Cette méthode présente à peine plus d’intérêt que la détermination de la valeur nominale (capital divisé par nombre d'actions), puisqu'elle ne tient aucun compte d'éléments non valorisés dans les comptes (telle que la valeur d'un immeuble valorisé à son prix d'acquisition).
Méthodes des multiples de résultats (comparables)cette famille de méthodes permet aussi d'estimer la valeur d’une société. En fonction de son secteur d’activité, il existe des coefficients qui permettent de déterminer la valeur d’une action. Par exemple, pour le secteur de la grande distribution, on considère que la valeur de la société correspond à 1,2 fois son chiffre d'affaires, on peut aussi prendre 4 fois les fonds propres, 8 fois l’EBIT (earnings before interest and taxes) ou 10 fois le résultat net (PER de 10).
Méthodes d'actualisation (discounted cash flow)consistent à déterminer les cash flows futurs de la société et actualiser ceux-ci pour connaître la valeur actuelle de la société sur base des résultats futurs.

## Cotation des actions
La cotation d'une action en bourse offre deux avantages essentiels :
- elle permet aux actionnaires de se défaire aisément de leurs titres ou, inversement, elle permet à toute personne intéressée d'acquérir des actions et de devenir actionnaire,
- par la diversification des actionnaires, elle permet à la société de lever plus facilement des capitaux.

Généralement, l'accès à une bourse implique, pour la société et les actionnaires, l'obligation de suivre un certain nombre d'obligations toutes liées à la nécessité d'assurer un traitement égal de tous les actionnaires qui sont, par exemple, supposés tous disposer des mêmes informations.
Inversement, une action peut être retirée de la bourse où elle est cotée dans plusieurs cas :
- Lorsque la société a fait l'objet d'une liquidation judiciaire ;
- Lorsque les propriétaires de la société ne veulent plus être cotés sur le marché.

Par exemple, pour être totalement libre dans la gestion de la société, ne plus avoir à respecter les devoirs d'information du marché que requiert une cotation en bourse. Cela suppose bien sûr que ces propriétaires rachètent leurs titres aux actionnaires actuels à un prix à convenir.
- Lorsque la société a fait l'objet d'une OPA par une société tierce qui a obtenu la quasi-totalité des titres. À la suite d'une OPA ou OPE, une société qui a plus de 90 % du capital peut lancer une OPR (offre publique de retrait simplifié) si à la suite de l'OPRS la société reçoit plus de 95 % de la société elle peut être radiée de la cotation. Les actionnaires qui restent sont inscrits au nominatif et sont convoqués aux assemblées et touchent les dividendes, peuvent participer aux augmentations de capital… ils ne pourront pas vendre leur participation facilement. Dans ce cas, cette société tierce peut demander la radiation de la cote (sans que ce soit une obligation).
- Lorsqu'une société étrangère décide de se retirer d'une bourse sur laquelle elle estime que les échanges sont insuffisants. Par exemple les retraits de la bourse de Paris de Nestlé, Philips et Nokia[réf. souhaitée]. Dans ce cas, la société prend à sa charge les coûts de transfert vers sa place boursière domestique (mais par la suite, les actionnaires devront payer des commissions de bourse sur place étrangère).